# Ballspielverein Borussia 09 Dortmund 1988-1989
Questa voce raccoglie le informazioni riguardanti il Ballspielverein Borussia 09 Dortmund nelle competizioni ufficiali della stagione 1988-1989.

## Stagione
Nella stagione 1988-1989 il Borussia Dortmund, allenato da Horst Köppel, concluse il campionato di Bundesliga al 7º posto. In Coppa di Germania il Borussia Dortmund perse la finale con dal Werder Brema.

## Rosa
| N. |                     | Ruolo | Calciatore        |
| -- | ------------------- | ----- | ----------------- |
|    | Germania (bandiera) | P     | Wolfgang de Beer  |
|    | Germania (bandiera) | P     | Rolf Meyer        |
|    | Germania (bandiera) | D     | Alexander Conrad  |
|    | Germania (bandiera) | D     | Thomas Helmer     |
|    | Germania (bandiera) | D     | Günter Kutowski   |
|    | Germania (bandiera) | D     | Robert Nikolic    |
|    | Germania (bandiera) | D     | Matthias Ruländer |
|    | Germania (bandiera) | D     | Bernd Storck      |
|    | Germania (bandiera) | C     | Günter Breitzke   |
|    | Germania (bandiera) | C     | Thomas Kroth      |

| N. |                      | Ruolo | Calciatore         |
| -- | -------------------- | ----- | ------------------ |
|    | Germania (bandiera)  | C     | Michael Lusch      |
|    | Scozia (bandiera)    | C     | Murdo MacLeod      |
|    | Germania (bandiera)  | C     | Andreas Möller     |
|    | Germania (bandiera)  | C     | Michael Zorc       |
|    | Germania (bandiera)  | A     | Norbert Dickel     |
|    | Argentina (bandiera) | A     | Patricio Margetic  |
|    | Germania (bandiera)  | A     | Frank Mill         |
|    | Germania (bandiera)  | A     | Oliver Roth        |
|    | Germania (bandiera)  | A     | Michael Rummenigge |
|    | Danimarca (bandiera) | A     | Mark Strudal       |

## Organigramma societario
Area tecnica
- Allenatore: Horst Köppel
- Allenatore in seconda: Lothar Huber
- Preparatore dei portieri:
- Preparatori atletici:

## Calciomercato

### Sessione estiva
| Acquisti | Acquisti           | Acquisti              | Acquisti |
| R.       | Nome               | da                    | Modalità |
| -------- | ------------------ | --------------------- | -------- |
| C        | Günter Breitzke    | SC Brück              |          |
| D        | Alexander Conrad   | Eintracht Francoforte |          |
| C        | Thomas Kroth       | Amburgo               |          |
| A        | Patricio Margetic  | Chicago Sting         |          |
| D        | Robert Nikolic     | Bayer Leverkusen II   |          |
| A        | Oliver Roth        | FSV Francoforte       |          |
| D        | Matthias Ruländer  | Werder Brema          |          |
| A        | Michael Rummenigge | Bayern Monaco         |          |

| Cessioni | Cessioni           | Cessioni        | Cessioni |
| R.       | Nome               | a               | Modalità |
| -------- | ------------------ | --------------- | -------- |
| C        | Ingo Anderbrügge   | Schalke 04      |          |
| A        | Maurice Banach     | Wattenscheid 09 |          |
| D        | Dirk Hupe          | Fortuna Colonia |          |
| D        | Gerhard Kleppinger | Uerdingen 05    |          |
| C        | Marcel Răducanu    | Zurigo          |          |
| A        | Daniel Simmes      | Karlsruhe       |          |
| C        | Adrian Spyrka      | Saarbrücken     |          |
| D        | Torsten Wohlert    | Homburg         |          |

### Sessione invernale
| Acquisti | Acquisti     | Acquisti | Acquisti |
| R.       | Nome         | da       | Modalità |
| -------- | ------------ | -------- | -------- |
| A        | Mark Strudal | Næstved  |          |

| Cessioni | Cessioni         | Cessioni    | Cessioni |
| R.       | Nome             | a           | Modalità |
| -------- | ---------------- | ----------- | -------- |
| C        | Frank Pagelsdorf | Hannover 96 |          |

## Risultati

### Bundesliga

#### Girone di andata
| Arbitro: | Heitmann |

|          |           |                         |
| Mill 26’ | Marcatori | 16’ Zietsch 85’ Katanec |

| Amburgo 29 luglio 1988, ore 20:00 CEST 2ª giornata | Amburgo | 0 – 0 referto | Borussia Dortmund | Volksparkstadion (18 000 spett.)\| Arbitro: \| Werner \| |
| Arbitro:                                           | Werner  |               |                   |                                                          |

| Arbitro: | Amerell |

|            |           |            |
| Möller 33’ | Marcatori | 90’ Schupp |

| Arbitro: | Wittke |

|                          |           |  |
| Schreier 71’ Leśniak 88’ | Marcatori |  |

| Dortmund 27 agosto 1988, ore 15:30 CEST 5ª giornata | Borussia Dortmund | 0 – 0 referto | Borussia M'gladbach | Westfalenstadion (40 253 spett.)\| Arbitro: \| Neuner \| |
| Arbitro:                                            | Neuner            |               |                     |                                                          |

| Arbitro: | Fux |

|                        |           |  |
| Neubarth 2’ Riedle 52’ | Marcatori |  |

| Arbitro: | Zimmermann |

|  |           |                                 |
|  | Marcatori | 4’ Ruländer 62’ Möller 81’ Mill |

| Arbitro: | Steinborn |

|                                     |           |  |
| Pagelsdorf 10’ Dickel 67’, 71’, 73’ | Marcatori |  |

| Arbitro: | Umbach |

|             |           |           |
| Wegmann 32’ | Marcatori | 7’ Dickel |

| Arbitro: | Merk |

|            |           |           |
| Dickel 19’ | Marcatori | 28’ Hjelm |

| Arbitro: | Strigel |

|           |           |  |
| Golke 49’ | Marcatori |  |

| Arbitro: | Schmidhuber |

|  |           |                                               |
|  | Marcatori | 14’, 32’ Allofs 73’ (aut.) Helmer 81’ Povlsen |

| Krefeld 5 novembre 1988, ore 15:30 CET 13ª giornata | Bayer Uerdingen | 0 – 0 referto | Borussia Dortmund | Grotenburg Stadion (11 000 spett.)\| Arbitro: \| Heitmann \| |
| Arbitro:                                            | Heitmann        |               |                   |                                                              |

| Arbitro: | Dellwing |

|                                            |           |  |
| Dickel 30’, 44’ Helmer 32’ Zorc 68’ (rig.) | Marcatori |  |

| Arbitro: | Scheuerer |

|                     |           |                           |
| Kree 69’ Bolzek 88’ | Marcatori | 28’ Möller 64’ Rummenigge |

| Arbitro: | Blattmann |

|                                                          |           |  |
| Breitzke 3’, 15’, 73’ Zorc 59’ Dickel 68’ Pagelsdorf 86’ | Marcatori |  |

| Karlsruhe 3 dicembre 1988, ore 15:30 CET 17ª giornata | Karlsruhe | 0 – 0 referto | Borussia Dortmund | Wildparkstadion (17 000 spett.)\| Arbitro: \| Föckler \| |
| Arbitro:                                              | Föckler   |               |                   |                                                          |

#### Girone di ritorno
| Arbitro: | Matheis |

|                |           |                            |
| Schütterle 80’ | Marcatori | 10’ Mill 18’, 72’ Breitzke |

| Arbitro: | Boos |

|                      |           |                    |
| Dickel 7’ Helmer 54’ | Marcatori | 12’ Kober 75’ Bein |

| Arbitro: | Wiesel |

|                          |           |                       |
| Kohr 12’, 53’ Wuttke 29’ | Marcatori | 25’ Dickel 60’ Möller |

| Arbitro: | Strigel |

|                       |           |         |
| Breitzke 25’ Mill 44’ | Marcatori | 48’ Cha |

| Arbitro: | Schmidhuber |

|           |           |            |
| Bruns 80’ | Marcatori | 64’ Möller |

| Arbitro: | Tritschler |

|                                |           |             |
| Mill 20’ Helmer 63’ Möller 87’ | Marcatori | 40’ Borowka |

| Arbitro: | Theobald |

|            |           |                     |
| Möller 89’ | Marcatori | 59’ Meyer 88’ Burić |

| Arbitro: | Kriegelstein |

|           |           |                                                          |
| Reich 80’ | Marcatori | 1’ Breitzke 13’ Möller 44’ Kutowski 77’ Dickel 79’ Lusch |

| Arbitro: | Werner |

|              |           |              |
| Breitzke 46’ | Marcatori | 52’ Pflügler |

| Arbitro: | Mierswa |

|                  |           |                     |
| Hjelm 90’ (rig.) | Marcatori | 54’ Mill 82’ Dickel |

| Dortmund 6 maggio 1989, ore 15:30 CEST 28ª giornata | Borussia Dortmund | 0 – 0 referto | St. Pauli | Westfalenstadion (27 870 spett.)\| Arbitro: \| Brehm \| |
| Arbitro:                                            | Brehm             |               |           |                                                         |

| Arbitro: | Weber |

|                      |           |  |
| Steiner 67’ Götz 74’ | Marcatori |  |

| Arbitro: | Osmers |

|                                            |           |                             |
| Möller 15’ Strudal 33’ Rummenigge 54’, 66’ | Marcatori | 41’ (rig.) Funkel 55’ Kuntz |

| Arbitro: | Boos |

|                   |           |              |
| Wagner 53’ (rig.) | Marcatori | 44’ Breitzke |

| Arbitro: | Assenmacher |

|                             |           |               |
| Möller 4’ Oswald 35’ (aut.) | Marcatori | 54’ Riechmann |

| Arbitro: | Amerell |

|                        |           |                |
| Turowski 1’ Schulz 67’ | Marcatori | 26’ Rummenigge |

| Arbitro: | Harder |

|                                         |           |                         |
| Möller 34’ Breitzke 51’ Zorc 85’ (rig.) | Marcatori | 16’ Sternkopf 77’ Trapp |

### Coppa di Germania
| Arbitro: | Birlenbach |

|                                                   |           |  |
| Storck 15’, 65’ Möller 30’, 75’ Zorc 49’ Mill 74’ | Marcatori |  |

| Arbitro: | Correll |

|                                    |           |               |
| Breitzke 30’ Rummenigge 63’ (rig.) | Marcatori | 54’ Jurgeleit |

| Arbitro: | Osmers |

|                                     |           |                                    |
| Luginger 83’ Anderbrügge 90’ (rig.) | Marcatori | 60’ Rummenigge 64’ Dickel 71’ Zorc |

| Arbitro: | Dellwing |

|                 |           |  |
| Zorc 29’ (rig.) | Marcatori |  |

| Arbitro: | Heitmann |

|                   |           |  |
| Zorc 29’ Mill 59’ | Marcatori |  |

| Arbitro: | Tritschler |

|                                    |           |            |
| Dickel 21’, 73’ Mill 58’ Lusch 74’ | Marcatori | 15’ Riedle |

## Statistiche

### Statistiche di squadra
| Competizione      | Punti | In casa | In casa | In casa | In casa | In casa | In casa | In trasferta | In trasferta | In trasferta | In trasferta | In trasferta | In trasferta | Totale | Totale | Totale | Totale | Totale | Totale | DR  |
| Competizione      | Punti | G       | V       | N       | P       | Gf      | Gs      | G            | V            | N            | P            | Gf           | Gs           | G      | V      | N      | P      | Gf     | Gs     | DR  |
| ----------------- | ----- | ------- | ------- | ------- | ------- | ------- | ------- | ------------ | ------------ | ------------ | ------------ | ------------ | ------------ | ------ | ------ | ------ | ------ | ------ | ------ | --- |
| Bundesliga        | 37    | 17      | 8       | 6       | 3       | 35      | 20      | 17           | 4            | 7            | 6            | 21           | 20           | 34     | 12     | 13     | 9      | 56     | 40     | +16 |
| Coppa di Germania | -     | 5       | 5       | 0       | 0       | 15      | 2       | 1            | 1            | 0            | 0            | 3            | 2            | 6      | 6      | 0      | 0      | 18     | 4      | +14 |
| Totale            | 37    | 22      | 13      | 6       | 3       | 50      | 22      | 18           | 5            | 7            | 6            | 24           | 22           | 40     | 18     | 13     | 9      | 74     | 44     | +30 |

### Andamento in campionato
| Giornata  | 1  | 2  | 3  | 4  | 5  | 6  | 7  | 8  | 9  | 10 | 11 | 12 | 13 | 14 | 15 | 16 | 17 | 18 | 19 | 20 | 21 | 22 | 23 | 24 | 25 | 26 | 27 | 28 | 29 | 30 | 31 | 32 | 33 | 34 |
| --------- | -- | -- | -- | -- | -- | -- | -- | -- | -- | -- | -- | -- | -- | -- | -- | -- | -- | -- | -- | -- | -- | -- | -- | -- | -- | -- | -- | -- | -- | -- | -- | -- | -- | -- |
| Luogo     | C  | T  | C  | T  | C  | T  | T  | C  | T  | C  | T  | C  | T  | C  | T  | C  | T  | T  | C  | T  | C  | T  | C  | C  | T  | C  | T  | C  | T  | C  | T  | C  | T  | C  |
| Risultato | P  | N  | N  | P  | N  | P  | V  | V  | N  | N  | P  | P  | N  | V  | N  | V  | N  | V  | N  | P  | V  | N  | V  | P  | V  | N  | V  | N  | P  | V  | N  | V  | P  | V  |
| Posizione | 13 | 13 | 12 | 15 | 15 | 17 | 15 | 12 | 12 | 12 | 12 | 13 | 13 | 13 | 13 | 12 | 12 | 10 | 11 | 12 | 11 | 11 | 8  | 9  | 6  | 7  | 7  | 7  | 7  | 7  | 7  | 7  | 7  | 7  |

Legenda:

Luogo: C = Casa; T = Trasferta. Risultato: V = Vittoria; N = Pareggio; P = Sconfitta.

### Statistiche dei giocatori
| Giocatore     | Bundesliga | Bundesliga | Bundesliga  | Bundesliga | Coppa di Germania | Coppa di Germania | Coppa di Germania | Coppa di Germania | Totale   | Totale | Totale      | Totale     |
| Giocatore     | Presenze   | Reti       | Ammonizioni | Espulsioni | Presenze          | Reti              | Ammonizioni       | Espulsioni        | Presenze | Reti   | Ammonizioni | Espulsioni |
| ------------- | ---------- | ---------- | ----------- | ---------- | ----------------- | ----------------- | ----------------- | ----------------- | -------- | ------ | ----------- | ---------- |
| G. Breitzke   | 31         | 10         | 2           | 0          | 6                 | 1                 | 1                 | 0                 | 37       | 11     | 3           | 0          |
| A. Conrad     | 8          | 0          | 1           | 0          | 0                 | 0                 | 0                 | 0                 | 8        | 0      | 1           | 0          |
| N. Dickel     | 27         | 12         | 1           | 0          | 6                 | 3                 | 1                 | 0                 | 33       | 15     | 2           | 0          |
| T. Helmer     | 30         | 3          | 1           | 0          | 5                 | 0                 | 1                 | 0                 | 35       | 3      | 2           | 0          |
| T. Kroth      | 29         | 0          | 3           | 0          | 6                 | 0                 | 1                 | 1                 | 35       | 0      | 4           | 1          |
| G. Kutowski   | 33         | 1          | 5           | 0          | 6                 | 0                 | 0                 | 0                 | 39       | 1      | 5           | 0          |
| M. Lusch      | 22         | 1          | 0           | 0          | 2                 | 1                 | 0                 | 0                 | 24       | 2      | 0           | 0          |
| M. MacLeod    | 32         | 0          | 3           | 0          | 6                 | 0                 | 1                 | 0                 | 38       | 0      | 4           | 0          |
| P. Margetic   | 2          | 0          | 0           | 0          | 1                 | 0                 | 0                 | 0                 | 3        | 0      | 0           | 0          |
| R. Meyer      | 0          | 0          | 0           | 0          | 0                 | 0                 | 0                 | 0                 | 0        | 0      | 0           | 0          |
| F. Mill       | 26         | 6          | 7           | 0          | 5                 | 3                 | 1                 | 0                 | 31       | 9      | 8           | 0          |
| A. Möller     | 29         | 11         | 4           | 0          | 5                 | 2                 | 1                 | 0                 | 34       | 13     | 5           | 0          |
| R. Nikolic    | 13         | 0          | 2           | 0          | 2                 | 0                 | 0                 | 0                 | 15       | 0      | 2           | 0          |
| F. Pagelsdorf | 13         | 2          | 2           | 0          | 3                 | 0                 | 0                 | 0                 | 16       | 2      | 2           | 0          |
| O. Roth       | 1          | 0          | 0           | 0          | 0                 | 0                 | 0                 | 0                 | 1        | 0      | 0           | 0          |
| M. Ruländer   | 11         | 1          | 2           | 0          | 1                 | 0                 | 0                 | 0                 | 12       | 1      | 2           | 0          |
| M. Rummenigge | 32         | 4          | 5           | 0          | 6                 | 2                 | 0                 | 0                 | 38       | 6      | 5           | 0          |
| B. Storck     | 21         | 0          | 3           | 0          | 5                 | 2                 | 0                 | 0                 | 26       | 2      | 3           | 0          |
| M. Strudal    | 12         | 1          | 1           | 0          | 1                 | 0                 | 0                 | 0                 | 13       | 1      | 1           | 0          |
| M. Zorc       | 27         | 3          | 6           | 1          | 5                 | 4                 | 0                 | 0                 | 32       | 7      | 6           | 1          |
| W. de Beer    | 34         | 0          | 0           | 0          | 6                 | 0                 | 0                 | 0                 | 40       | 0      | 0           | 0          |